# Kępa (powiat płoński)
Kępa – wieś sołecka w Polsce położona w województwie mazowieckim, w powiecie płońskim, w gminie Sochocin. Leży nad Wkrą.
W latach 1975–1998 miejscowość należała administracyjnie do województwa ciechanowskiego.